# NGC 3110
NGC 3110 (другие обозначения — NGC 3122, NGC 3518, MCG -1-26-14, IRAS10015-0614, PGC 29192) — спиральная галактика (Sb) либо взаимодействующая пара галактик в созвездии Секстанта. Открыта Уильямом Гершелем в 1785 году.

## Характеристики
NGC 3110 — спиральная галактика с баром, удалённая на 75,2 мегапарсека от Млечного Пути. Относится к ярким инфракрасным галактикам. NGC 3110 взаимодействует со своим небольшим компаньоном, масса которого составляет 1/14 от массы данной галактики, и иногда обозначение NGC 3110 относят к паре галактик.

## История изучения
Эту галактику независимо друг от друга в разное время открыли трое астрономов, и она занесена в Новый общий каталог несколько раз, с обозначениями NGC 3110, NGC 3122, NGC 3518.
Первым её наблюдал Уильям Гершель в 1785 году — однако при вычислении координат он перепутал координаты опорной звезды или саму опорную звезду. Его открытие попало в Новый общий каталог как NGC 3122. Затем в 1884 году галактику независимо открыл Эдуард Стефан: он достаточно точно указал координаты, только указал склонение на 1 минуту дуги более южное — его открытие получило название NGC 3110.
Наконец, в 1885 году, по всей видимости, галактику наблюдал Ормонд Стоун. Описывая своё открытие, он указал, что объект находится «в том же поле зрения, что и одна из туманностей, открытых Стефаном», однако вблизи указанных им координат в пределах 5 градусов нет ни одного объекта, который наблюдал Стефан. Наиболее правдоподобным объяснением считается то, что Стоун сделал ошибку в цифрах при записи координат и указал прямое восхождение на 1 час больше, чем было в действительности. Под описание, которое оставил Стоун, и сделанную им зарисовку с этой поправкой подходит данная галактика, которая по результатам открытия Стоуна получила обозначение NGC 3518.